# Pfaffenstein
Pfaffenstein este un platou muntos cu altitudinea de 434 m deasupra n.m. care se întinde pe o suprafață de 12 ha în apropiere de Königstein, în regiunea munților Sächsische Schweiz, la marginea parcului național cu același nume.
Cel mai cunoscut loc este Barbarine, o stâncă de gresie sub formă de coloană cu înălțimea de 43 de m, folosită și pentru escaladare de către alpiniști. În regiune s-au făcut și descoperiri arheologice din epoca de piatră și epoca bronzului care atestă existența unor așezări omenești pe platou în urmă cu 3000 de ani.
Platoul Pfaffenstein, care a fost proprietate privată, a fost cumpărat în anul 1992, cu 2,9 milioane mărci germane, de comunitatea "Schutzgemeinschaft Sächsische Schweiz", este în prezent deschis turismului.